# بريسكا أويتي ألكاراز
بريسكا غوادالوبي أويتي ألكاراز (من مواليد 20 فبراير 1996) هي لاعبة جودو ولدت ونشأت في إنجلترا، ومثلت المكسيك في دورة الألعاب الأولمبية الصيفية 2024 في باريس فازت بالميدالية الفضية لتصبح أول رياضية مكسيكية تفوز بميدالية أولمبية في رياضة الجودو في الألعاب الأولمبية.

## نشأتها
ولدت أويتي ألكاراز في إنفيلد، لندن الكبرى، إنجلترا لأب كيني يدعى وأم مكسيكية تنحدر من ليون، غواناخواتو. قبل دخول بريسكا عالم الجودو، مارست رياضة السباحة والجمباز. انضم إخوتها فيليب وجوشوا وسامي ومايكل بالإضافة إلى أبناء عمومتها إلى نادي إنفيلد للجودو. درست أويتي ألكاراز الأداء الرياضي في جامعة باث وكانت عضوًا في قرية تدريب فريق باث الرياضية.